# 段拂
段拂（？—1156年），字去尘，宋朝建康府金陵县（今江苏省南京市）人，宋高宗时参知政事。
绍兴十三年（1143年），段拂权礼部侍郎兼实录院修撰，转任中书舍人，仍兼原职。绍兴十六年（1146年），转任给事中兼直学士院。绍兴十七年（1144年），改任翰林学士，拜参知政事。绍兴十八年（1148年）正月，殿中侍御史余尧弼、右正言巫伋弹劾段拂天资阴邪，不能出任政府。当时赵鼎死去，段拂为他叹息，秦桧知道后，让下属大臣弹劾他，于是罢为资政殿学士、提举江州太平兴国宫。秦桧再让党羽弹劾他，三月再贬为资政殿学士、兴国军居住。